# ركوب الكنو

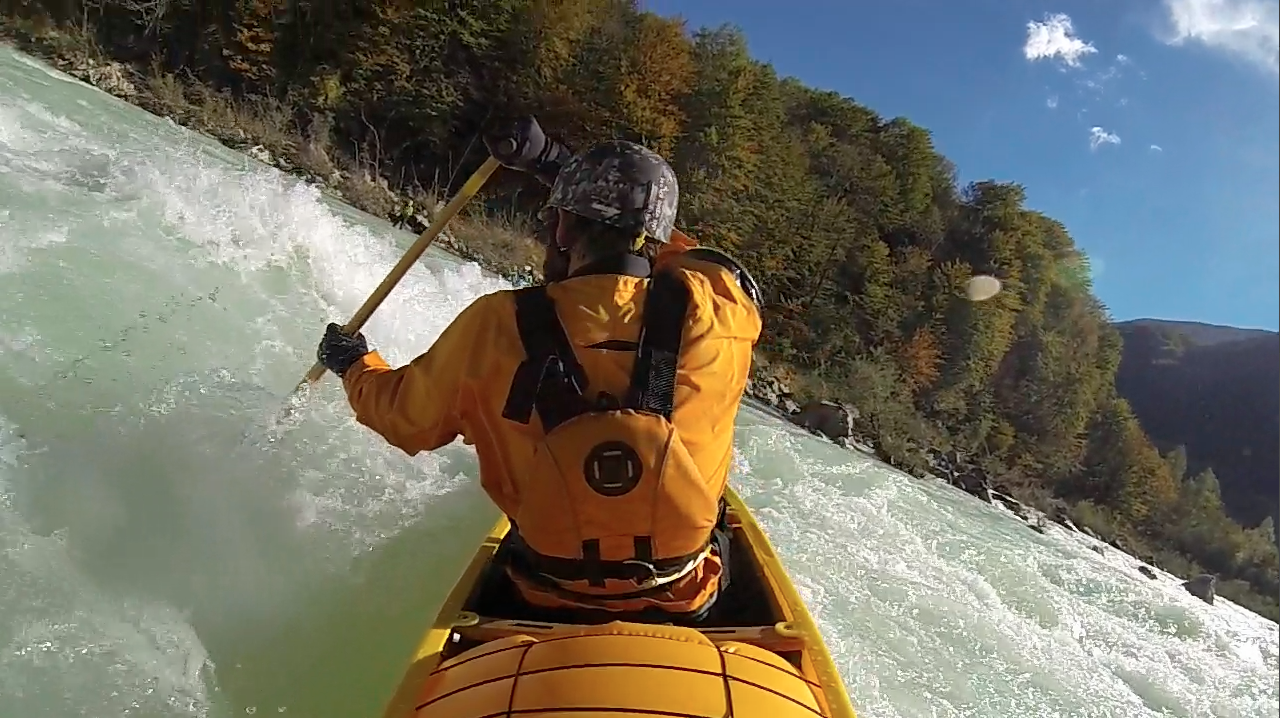
صورة من بطولة الكانوي المفتوحة

ركوب الكنو هي رياضة أو نشاط يقوم الشخص فيها بقيادة قارب الكانو ويحمل مجداف واحد، هذا الرياضة منتشرة في أوروبا و أمريكا الشمالية و نيوزيلندا و جنوب أفريقيا وقد بدأت في الانتشار في القرن ال19 وفي سنة 1946 تم تأسيس اتحاد خاص بهذه الرياضة وأطلق عليه اسم الإتحاد العالمي للكانوي وقد دخلت هذه الرياضة في منافسات الألعاب الأولمبية منذ دورة 1936 التي أقيمت في برلين في ألمانيا.